# Tafonómia
A tafonómia (a görög taphosz, temetés és nomosz, törvény szavakból) a régészet segédtudománya, a bioszféra szerves anyagainak a litoszférába kerülési módjával, tehát a tetemek halál utáni sorsával foglalkozik. A régészetben általánosságban a lelőhelyet formáló tényezők vizsgálatát is jelenti.

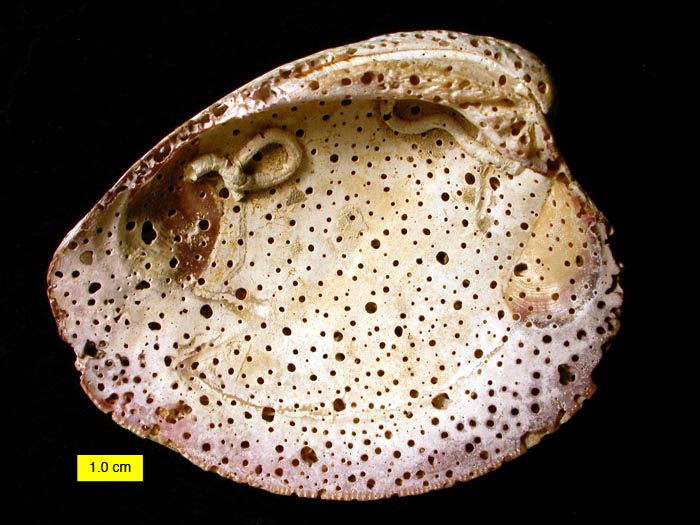

Az őslénytanban először 1940-ben Ivan Jefremov orosz tudós használta a kifejezést, a fosszíliák keletkezésének leírására.
A tafonómia vizsgálati területei közé tartozik a biosztratinómia, a fosszilizációs diagenezis és az epibionták bekéregződése (encrustation).